# Maison de Sophie
La maison de Sophie (en suédois : Sophiahemmet) est hôpital privé situé dans le quartier de Norra Djurgården à Stockholm en Suède.

## Présentation
Sophiahemmet est un hôpital privé situé à l'adresse Valhallavägen 91.
L'hôpital a été fondé en 1889 par la reine Sofia et le roi Oscar II de Suède.
Les bâtiments ont été conçus par Axel Kumlien.
Sophiahemmet abrite la Sophiahemmet högskola qui propose une formation de base et complémentaire aux infirmières.
Depuis 2004, l'organisation Silviahemmet (sv) y forme des infirmières spécialisées dans les soins aux personnes atteintes de démence.
Le 22 septembre 2008, l'hôpital pédiatrique Martina (sv) a ouvert ses portes à Sophiahemmet.
C'est premier hôpital pour enfants entièrement privé de Suède.

## Activités
De nos jours, Sophiahemmet se compose d'un grand nombre de bâtiments avec une large gamme de services spécialisés tels que les urgences pédiatriques, la clinique du sein, la gynécologie, la chirurgie gastro-intestinale, la clinique de neurologie, le centre de la prostate, l'orthopédie, la psychiatrie, la clinique ophtalmologique et la clinique de l'obésité. Il y a des salles d'opération, des centres de radiologie et de rééducation, ainsi qu'un centre de santé qui est un accueil pour les examens de santé, les soins médicaux, les conseils de santé et les changements de mode de vie.
L'hôpital compte au total environ 250 spécialistes.

## Galerie

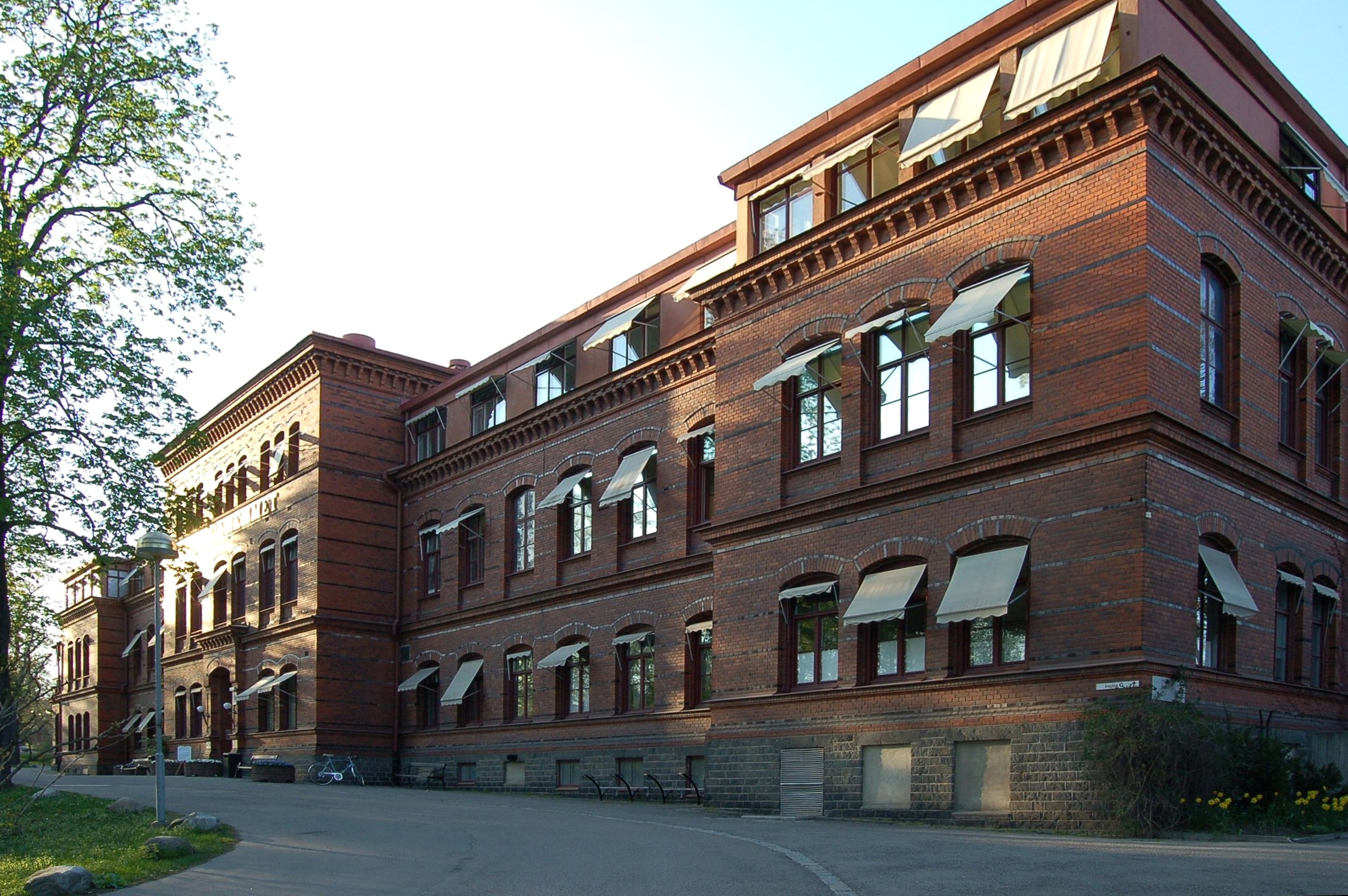
Entrée principale,face à Valhallavägen.
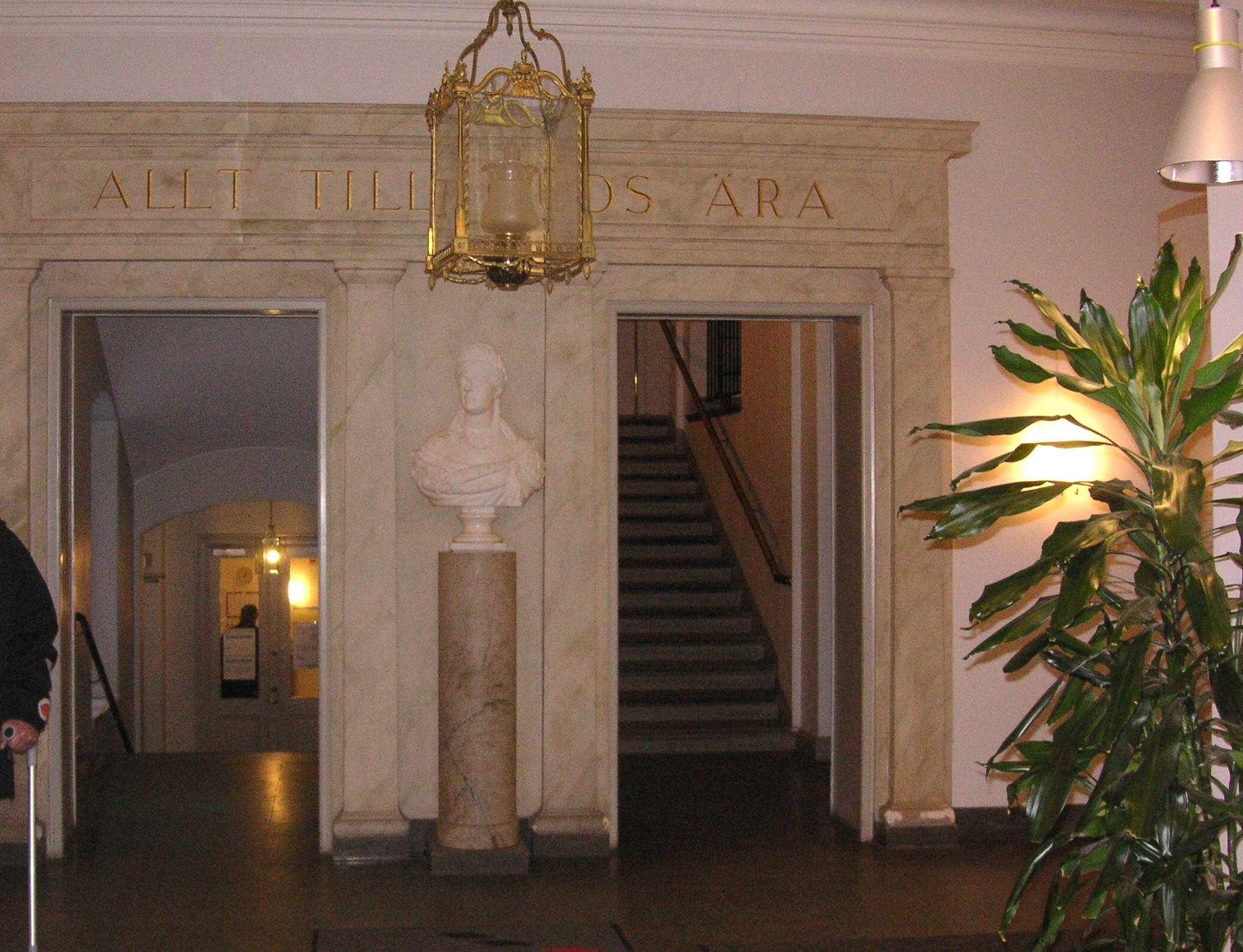
l'entrée principale, janvier 2011.
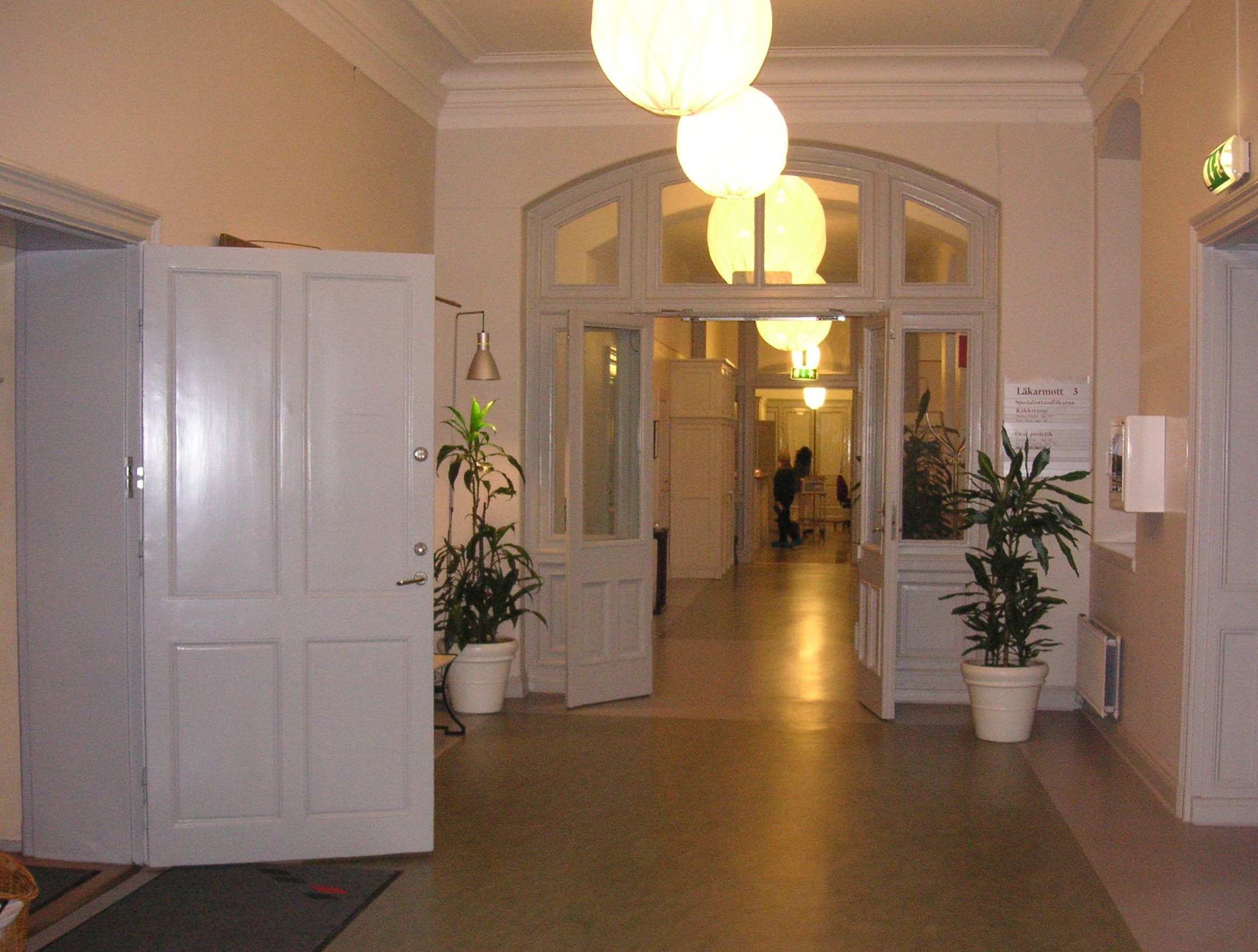
Couloir de l'hôpital en janvier 2011..
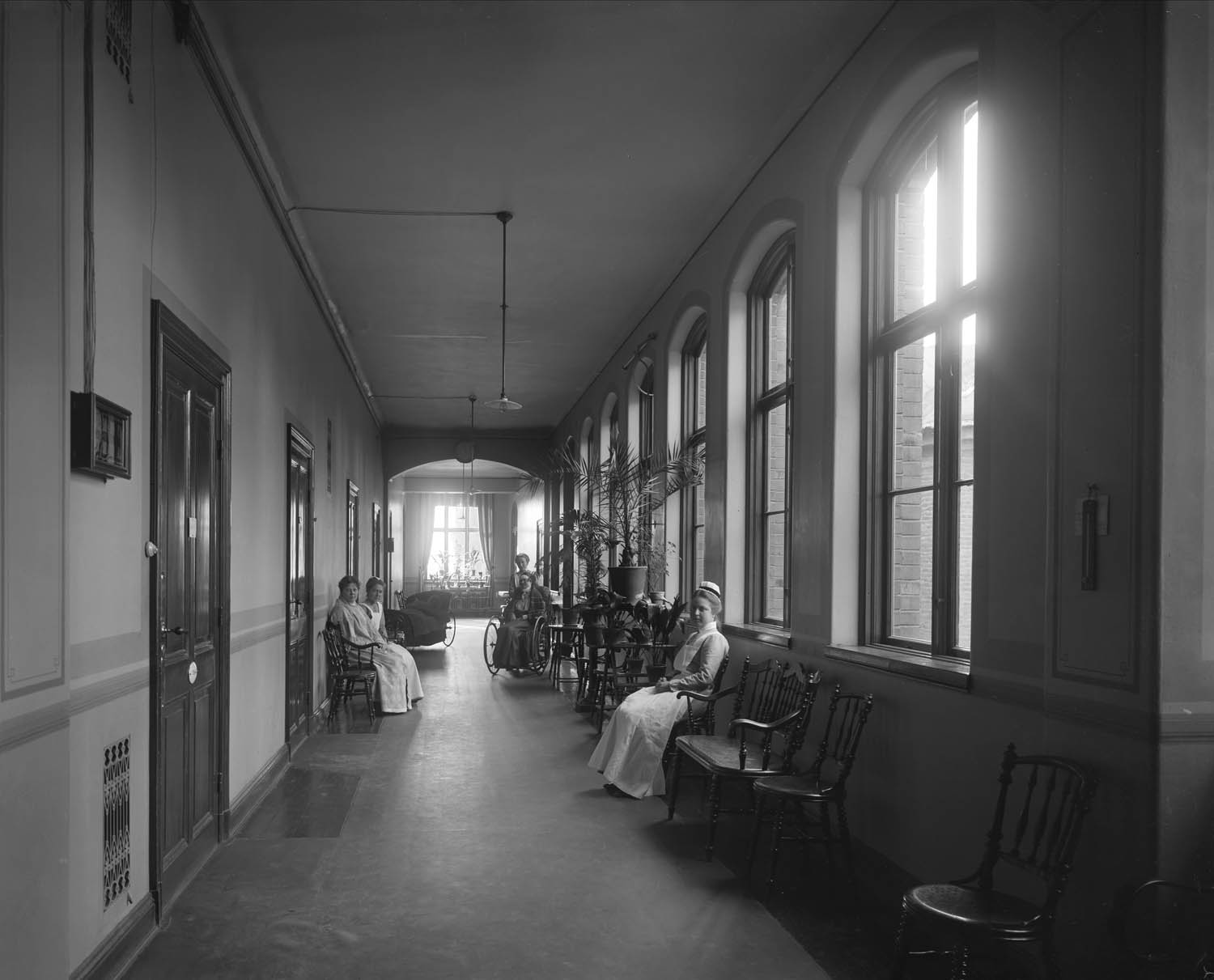
Couloir entre 1889 et 1915.